# Vicente Macip

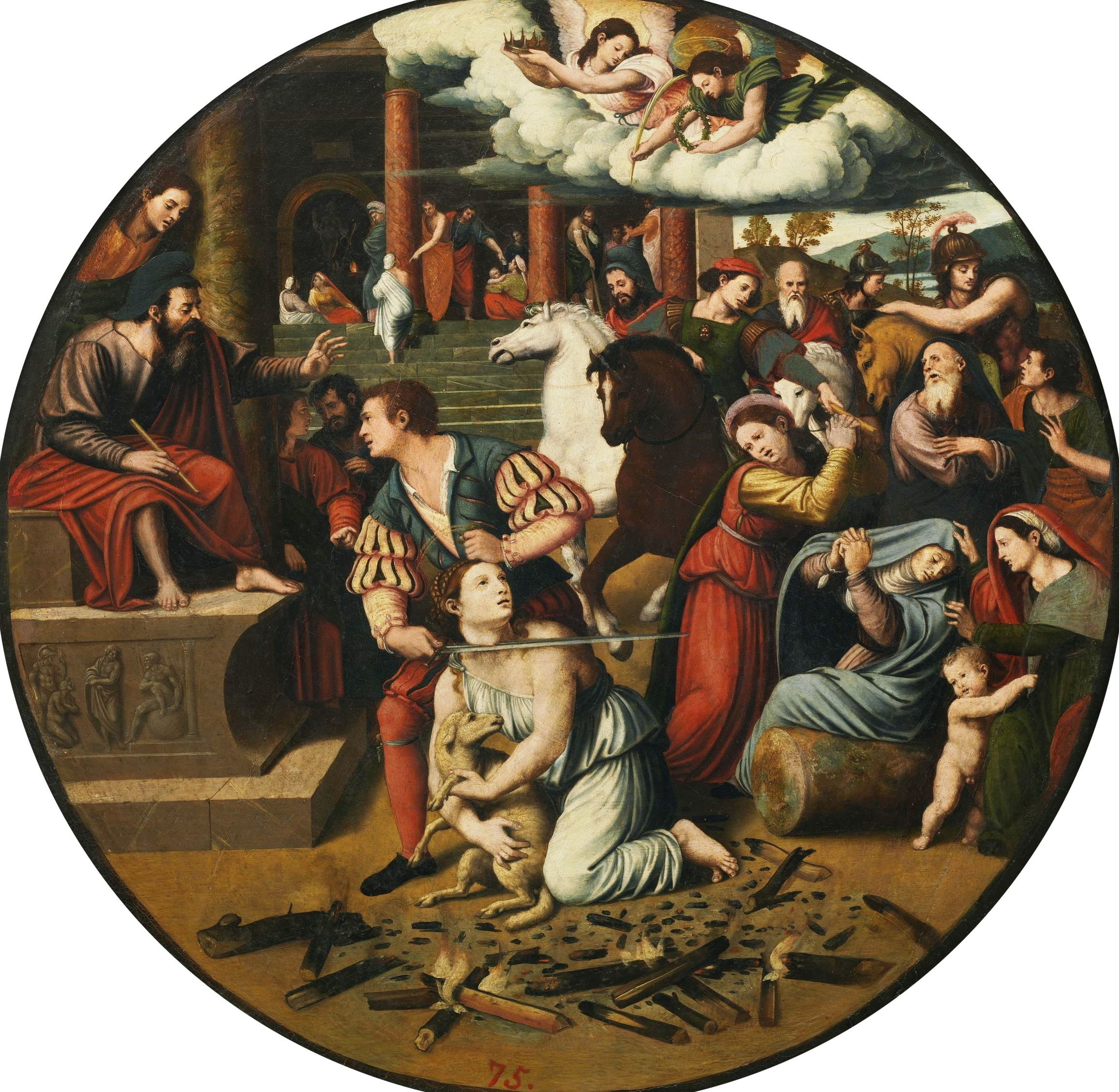
Martirio de Santa Inés, hacia 1540, óleo sobre tabla (58 cm de diámetro), Madrid, Museo del Prado.

Juan Vicente Macip, conocido como Vicente Macip, a veces transcrito Masip o Maçip (Andilla, ca. 1475-Valencia, 1545) fue un pintor renacentista español, padre del famoso pintor Vicente Juan Macip, más conocido como Juan de Juanes.

## Biografía
Se le considera un pintor de corte cuatrocentista influido por las obras de Paolo de San Leocadio y Rodrigo de Osona. A ellos se debe el aspecto de primitivo cuatrocentista de sus obras tempranas, como el retablo de Porta-Coeli del Museo de Bellas Artes de Valencia. La llegada a Valencia de algunas obras de Sebastiano del Piombo marcará su obra posterior, como se pone de manifiesto en la más destacada de ellas, el antiguo retablo del altar mayor de la catedral de Segorbe del que se va a encargar entre 1529 y 1532, quizá contando ya con la colaboración de su hijo, lo que permitiría explicar el cambio en la orientación de su pintura. Se le atribuye también el retablo de la Virgen del Remedio de la Iglesia de San Bartolomé de Benicarló. Es una pintura con la Virgen y el Niño sentado en el trono, rodeados por diferentes santos.
El Museo del Prado posee, entre otras, dos pinturas suyas de formato circular, representando la Visitación y el Martirio de Santa Inés, ejecutadas para la capilla de santo Tomás de Villanueva en el convento de San Julián de Valencia, probablemente por encargo del venerable Juan Bautista Agnesio. Especialmente en la segunda de ellas, el escenario renacentista en que se desarrolla la acción muestra obvias influencias de los cartones de los Hechos de los Apóstoles de Rafael, que pudo conocer a través de estampas. Eclipsado un tanto por la fama exorbitante de su hijo, de estilo más emotivo y dulzón, pero sin duda mejor dotado, los expertos dudan en la atribución de algunas obras entre padre e hijo, especialmente de aquellas que se habían atribuido al Macip maduro.